# كارستن كيلر
كارستن كيلر (بالألمانية: Carsten Keller)‏ هو لاعب هوكي الحقل ألماني، ولد في 8 سبتمبر 1939 في برلين في ألمانيا.

## وصلات خارجية
- كارستن كيلر على موقع اللجنة الأولمبية الدولية (الإنجليزية)
- كارستن كيلر على موقع أوليمبيديا (الإنجليزية)